# SEAT Cupra GT
El SEAT Cupra GT es un prototipo de automóvil de carreras del fabricante español SEAT, presentando en primicia mundial en el Salón del Automóvil de Barcelona de 2003.
Fue desarrollado conjuntamente por SEAT Sport y el Centro de Diseño de SEAT, estéticamente tenía una carrocería Cupé al estilo de los coches deportivos Lamborghini y Ferrari, estaba pintado en rojo con el número 10 en las puertas y con un gran alerón trasero. En cuanto a mecánica estaba equipado con un motor Audi V6 biturbo a gasolina con 2995 cc (3 litros) que es capaz de desarrollar los 500 CV (373 kW) de potencia, y tiene transmisión secuencial de 6 velocidades. El SEAT Cupra GT puede acelerar de 0 a 100 km/h en un tiempo de 4,2 segundos y puede alcanzar los 295 km/h de velocidad máxima.

## Competición
El Cupra GT finalmente fue homologado como coche de competición para circuitos, el cual se empezaría a fabricar bajo pedido con alguna modificación con respecto al prototipo para adaptarlo a los requisitos, normativas y reglamentos de la competición, SEAT presentó la versión de competición unos meses después estéticamente era muy similar al prototipo en color rojo también con el número 10 incorporado en las puertas pero con mejores remates, los cambios más apreciables a simple vista fueron la sustitución de los espejos retrovisores cromados ubicados en la zona alta de la ventanilla lateral por otros en negro ubicados en la parte bajo de ventanilla, el frontal los parachoques se les sustituyó las rejillas inferiores por unas piezas negras que tenían unos huecos circulares a modo de simular unos antiniebla, el marco de la calandra se sustituyó el cromado por uno cris mate, el capo se le incorporó una salida de aire y las sujeciones laterales de seguridad. El modelo solo estaba destinado a los clientes deportivos de SEAT Sport, equipos de competición y preparadores, ya que era un modelo que estaba creado para las carreras dentro de los circuitos y no se pudo homologar como versión de calle.
Cuando se renovó el reglamento, el cual no dejaba competir a modelos específicos de competición, si no procedían de su homologado de calle, hizo plantearse a SEAT unos estudios para una posible adaptación del Cupra GT, para poder desarrollar una versión comercial y así poder mantenerlo en los circuitos, aunque hubiera sido como edición limitada, incluso hubo rumores de que este nuevo modelo derivado podría usar el nombre Murcia, para la versión de calle, pero finalmente el reglamento llegó muy precipitado y no daba tiempo al desarrollo del modelo, pues había que rediseñar casi todo el vehículo para poder homologar dicha versión de calle, por lo que al final para poder seguir compitiendo se tuvo que sustituir al Cupra GT por la versión de competición del SEAT Toledo denominado GT silhouette. 

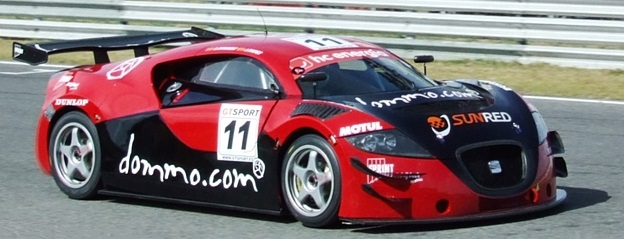
SEAT CUPRA GT en el campeonato de España de GT.